# Аристово (Заволжское сельское поселение)
Аристово — село в Ярославском районе Ярославской области России, входит в состав Заволжского сельского поселения.

## География
Расположено в 7 км на северо-восток от центра поселения посёлка Заволжье и в 11 км на северо-восток от Ярославля.

## История
Каменная двухэтажная церковь в селе была построена в 1681 году на средства окольничего Андрея Ив. Чирикова, от чего и село в простонародье называлось Чириковым. В церкви было четыре престола: в верхней во имя Живоначальной Троицы и в приделе – во имя Св. Апостола и Евангелиста Иоанна Богослова; в нижней зимней – во имя Казанской Божьей Матери и в приделе – во имя Св. Николая Чудотворца.
В конце XIX — начале XX века село входило в состав Сереновской волости Ярославского уезда Ярославской губернии.
С 1929 года село входило в состав Колокуновского сельсовета Ярославского района, с 1954 года — в составе Левцовского сельсовета, с 2005 года — в составе Заволжского сельского поселения.

## Население
| 1859 | 2007 | 2010 |
| ---- | ---- | ---- |
| 103  | ↘14  | ↘3   |

## Достопримечательности
В селе расположена недействующая Церковь Троицы Живоначальной (1681).